# Бхакна, Сохан Сингх
Бхакна, Сохан Сингх ਸੋਹਣ ਸਿਂਘ ਭਕਨਾ(1870—1968) — индийский революционер, основатель и президент партии Гадар, участник заговора 1915 года. Был осуждён на пожизненное заключение, провёл 16 лет в тюрьме. После освобождения в 1930 году принимал активное участие в индийском рабочим движении, сотрудничал с Коммунистической партией Индии.

## Ранняя деятельность
Сохан Сингх родился в январе 1870 года в деревне Хутрай Хурд, расположенной севернее от Амритсара. Эта деревня — родина его матери, Рам Каур. Семья его отца, Бхая Карам Сингха, жила в деревне Бхакна, в 16 км на юго-запад от Амритсара. Молодой Сохан Сингх провёл часть своего детства в Бхакне. В школу он ходил в деревню Гурудвара. Он научился писать и читать на пенджабском языке. Он также прошёл начальное сикхское религиозное образование. В возрасте 10 лет он женился на Бишан Каур, дочери помещика из Лахора Хушая Сингха. Сохан Сингх окончил школу в возрасте 16 лет. К моменту окончания школы он владел персидским языком и языком урду. Брак с Бишан Каур был бездетным.
Сохан Сингх присоединился к националистскому движению и крестьянским выступлениям, которые разгорелись в Пенджабе в 1900-е годы. Он участвовал в протестах против антиколонизационного указа в 1906—1907 годах. Через два года, в феврале 1909 года, он отправился на корабле в Соединенные Штаты. После двухмесячного плавания он высадился в Сиэтле 4 апреля 1909 года.

## В США
Сохан Сингх вскоре нашёл работу на лесопильном предприятии в пригороде Сиэтла. В первую декаду 1900 года на тихоокеанском побережье Северной Америки высаживалось большое количество иммигрантов из Индии, среди которых было особенно много выходцев из Пенджаба, в котором царила депрессия и происходили крестьянские волнения. Правительство Канады стремилось ограничить этот поток иммигрантов и издало несколько указов, ограничивающих въезд выходцев из Южной Азии в Канаду и лишавших политических прав тех из них, которые уже находились в стране. Пенджабская община была всегда лояльна к Британской империи и Союзу наций и ожидала, что в ответ получит признание равных прав с белыми иммигрантами. Действия властей вызвали рост антиколониальных выступлений среди общины, в ней начали образовываться политические группировки. Большое число пенджабских иммигрантов переехало в США, но там они встретили такие же политические и социальные проблемы. В Портланде Ханкодже организовал Лигу индийской независимости, с которой был также связан и Сохан Сингх.
К 1910 году наметился спад активности националистически настроенных индийских студентов на Восточном побережье, и центр движения переместился в Сан Франциско. После прибытия из Европы Хар Даяла произошло сближение агитаторов из Нью-Йорка, представлявших индийскую интеллигенцию, и иммигрантов Западного побережья, состоявших в основном из рабочих и крестьян. В результате этого сближения были положены предпосылки для образования партии Гадар. Летом 1913 года представители индийских иммигрантов Канады и США собрались в Стокгольме, где было принято решение создать организацию индустанских рабочих тихоокеанского побережья. В 1913 году в США под руководством Хар Даяла, Ханходже и Сохан Сингха Бхакны была организована Индустанская организация Тихоокеанского побережья. Бхакна стал президентом ассоциации. Членами этой организации стали в основном выходцы из Пенджаба. В организации было много студентов из Берклиевского университета, среди них — Даял, Тарак Нат Дас, Картар Сингх Сарабха и Вишну Ганеш Пингл. Число сторонников организации росло. Съезды партии Гадар проводились в Лос-Анджелесе, Оксфорде, Вене, Вашингтоне и Шанхае.